# Pilosella caucasica
Pilosella caucasica là một loài thực vật có hoa trong họ Cúc. Loài này được (Nägeli & Peter) Sennikov miêu tả khoa học đầu tiên năm 1998.